# Тураев, Акбар Тахирович
Акбар Тахирович Тураев (узб. Akbar Tohirovich To'rayev; 27 августа 1989, Ташкент) — узбекский футболист, вратарь клуба «Нефтчи Фергана» и национальной сборной Узбекистана.

## Клубная карьера
Тураев играет в системе футбольного клуба «Бунёдкор» с 2007 года. В составе первой команды своего клуба он дебютировал 26 июня 2010 года в матче Кубка Узбекистана против «Андижана». Первый матч в чемпионате страны он сыграл 17 ноября 2012 года, выйдя на замену на последних минутах матча с «Кызылкумом».
Постоянное место в составе «Бунёдкора» Тураев получил только в 2014 году, в этом сезоне он 16 раз вышел на поле в матчах чемпионата, а также сыграл 5 матчей в Кубке Узбекистана, где стал финалистом, и 4 матча в Лиге чемпионов Азии.

## Карьера в сборной
Тураев имеет опыт выступлений в молодёжной и олимпийской сборной Узбекистана.
В первую сборную Узбекистана его впервые вызвали в феврале 2012 года в качестве запасного вратаря. Дебютный матч за сборную Тураев сыграл 10 октября 2014 года против Бахрейна.
В январе 2015 года тренер Мирджалол Касымов включил Тураева в состав сборной на Кубок Азии-2015.